# Metoxetamin

Strukturformel för metoxetamin

Metoxetamin (MXE) eller 3-MeO-2-Oxo-PCE är en kemisk substans som tillhör arylgruppen. Substansen är en ketamin-derivat som också har vissa likheter i kemisk struktur med eticyklidin och 3-MeO-PCP.
Metoxetamin tros uppföra sig som en NMDA-receptorantagonist och dopaminåterupptagshämmare, dock så har detta inte formellt farmakologiskt påvisats.
Metoxetamin skiljer sig från många andra dissociativa bedövningsmedel inom arylgruppen då substansen var avsedd för att distribueras inom den gråa marknaden.
Sedan 1 maj 2012 är metoxamin narkotikaklassat i Sverige.